# Prince Albert (Glass Field) Airport
Prince Albert (Glass Field) Airport är en flygplats i Kanada.   Den ligger i provinsen Saskatchewan, i den centrala delen av landet, 2 300 km väster om huvudstaden Ottawa.